# Боровна (приток Протвы)
Боровна — река в Московской и Калужской областях России, левый приток Протвы.
Спокойная лесная река, густо заселённая у истоков. Берега одеты светлыми берёзовыми и осиновыми лесами. Протекает по Московской области лишь в самых верховьях, затем — по лесам Калужской области. Исток расположен недалеко от деревни Калугино Серпуховского района. На реке также стоят деревня Неботово и город Кремёнки Жуковского района Калужской области.
Длина — 14 км (по другим данным — 15 километров). Равнинного типа. Питание преимущественно снеговое. Боровна замерзает в ноябре — начале декабря, вскрывается в конце марта — апреле.

## Данные водного реестра
По данным государственного водного реестра России, относится к Окскому бассейновому округу. Речной бассейн — Ока, речной подбассейн — бассейны притоков Оки до впадения Мокши, водохозяйственный участок — Протва от истока до устья. Код объекта — 09010100612110000022325.